# Lewis Clinch
Earnest Lewis Clinch jr. (Cordele, 29 giugno 1987) è un ex cestista statunitense.